# Aethomys nyikae
Aethomys nyikae је врста глодара из породице мишева (лат. Muridae). 

## Распрострањење
Ареал врсте је ограничен на мањи број држава. Врста је присутна у следећим државама: Замбија, Ангола и Малави. Присуство у ДР Конгу је непотврђено.

## Станиште
Станиште врсте су шуме. 

## Угроженост
Ова врста је наведена као последња брига, јер има широко распрострањење и честа је врста.